# دورز
ذ دورز (بالإنجليزية: The Doors)‏ كانت فرقة روك أمريكية اشتهرت في فترة الستينات وخاصة بسبب كلمات أغانيها وأسلوبها المثير للجدل، وكذلك شخصية المغني الرئيس جيم موريسون. باعت الفرقة أكثر من 100 مليون ألبوم حول العالم. تعتبر هذه الفرقة من أهم الفرق الموسيقية الحديثة حيث عادة ما يتم اختيارها في قوائم أهم المؤثرين في موسيقى الروك. استمرت الفرقة فترة قصيرة بعد وفاة جيم موريسون حتى سنة 1973.

## روابط خارجية
- دورز على موقع IMDb (الإنجليزية)
- دورز على موقع الموسوعة البريطانية (الإنجليزية)
- دورز على موقع ميوزك برينز (الإنجليزية)
- دورز على موقع رولينغ ستون (الإنجليزية)
- دورز على موقع أول ميوزيك (الإنجليزية)
- دورز على موقع ديسكوغز (الإنجليزية)